# Прато (округ)
Округ Прато (итал. Provincia di Prato) је округ у оквиру покрајине Тоскана у средишњој Италији. Седиште округа и највеће градско насеље је истоимени град Прато.
Површина округа је 365 км², а број становника 245.762 (2008. године).

## Природне одлике
Округ Прато се налази у средишњем делу државе и на северу Тоскане. Јужна половина округа је у равничарска, у долини реке Арно. Северна половина је планинског карактера са планинама северних Апенина.

## Становништво
По последњим проценама из 2008. године у округу Прато живи близу 250.000 становника. Густина насељености је веома велика, око 650 ст/км², што је пар пута веће од државног и покрајинског просека. Међутим, Густина насељености је велика само у јужним равничарским деловима округа, посебно у граду Прату, будући да у њему живи око 75% окружног становништва.
Поред претежног италијанског становништва у округу живе и одређени број досељеника из свих делова света.

## Општине и насеља
У округу Прато постоји 7 општина (итал. Comuni).
Једино значајно градско насеље и седиште округа је град Прато (186.000 ст.) у јужном делу округа, док су остала насеља, због мале површине округа, у ствари његова предграђа.